# شيريدان (كولورادو)
شيريدان (بالإنجليزية: Sheridan, Colorado)‏ هي مدينة تقع في مقاطعة أراباهو بولاية كولورادو في الولايات المتحدة. تبلغ مساحتها 5.9 (كم²)، وترتفع عن سطح البحر 1623 م، بلغ عدد سكانها 5664 نسمة في عام 2010 حسب إحصاء مكتب تعداد الولايات المتحدة وتصل الكثافة السكانية فيها 986.5 نسمة/كم2.